# Маямі (Оклахома)
Маямі (англ. Miami) — місто (англ. city) в США, в окрузі Оттава штату Оклахома. Населення — 12 969 осіб (2020).

## Географія
Маямі розташоване за координатами 36°53′17″ пн. ш. 94°52′23″ зх. д. / 36.88806° пн. ш. 94.87306° зх. д. (36.887917, -94.872945).  За даними Бюро перепису населення США в 2010 році місто мало площу 28,14 км², з яких 27,92 км² — суходіл та 0,22 км² — водойми.

## Демографія
Згідно з переписом 2010 року, у місті мешкало 13 570 осіб у 5315 домогосподарствах у складі 3337 родин. Густота населення становила 482 особи/км².  Було 5872 помешкання (209/км²).
Расовий склад населення:
| - 68,9 % — білих - 17,1 % — корінних американців - 2,0 % — вихідців з тихоокеанських островів - 1,3 % — чорних або афроамериканців - 0,5 % — азіатів - 2,1 % — осіб інших рас |

До двох чи більше рас належало 8,0 %. Частка іспаномовних становила 4,8 % від усіх жителів.
За віковим діапазоном населення розподілялося таким чином: 24,5 % — особи молодші 18 років, 58,5 % — особи у віці 18—64 років, 17,0 % — особи у віці 65 років та старші. Медіана віку мешканця становила 35,1 року. На 100 осіб жіночої статі у місті припадало 90,8 чоловіків;  на 100 жінок у віці від 18 років та старших — 87,4 чоловіків також старших 18 років.
Середній дохід на одне домашнє господарство  становив 44 885 доларів США (медіана — 34 387), а середній дохід на одну сім'ю — 53 465 доларів (медіана — 43 662). Медіана доходів становила 31 535 доларів для чоловіків та 25 455 доларів для жінок. За межею бідності перебувало 24,5 % осіб, у тому числі 37,9 % дітей у віці до 18 років та 10,8 % осіб у віці 65 років та старших.
Цивільне працевлаштоване населення становило 5668 осіб. Основні галузі зайнятості: освіта, охорона здоров'я та соціальна допомога — 25,1 %, мистецтво, розваги та відпочинок — 18,1 %, роздрібна торгівля — 11,8 %, виробництво — 10,5 %.